# 横山寅一郎

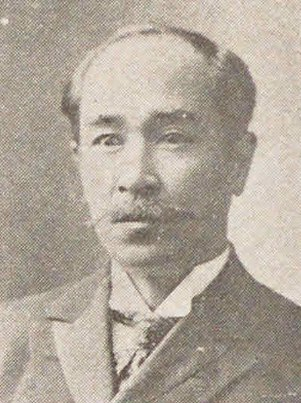
横山寅一郎

横山 寅一郎（よこやま とらいちろう、万延元年6月7日（1860年7月24日） - 大正12年（1923年）5月22日）は、衆議院議員（立憲政友会）、長崎市長。

## 経歴
肥前国大村に、大村藩家老横山雄左衛門の二男として生まれる。藩校五教館に学んだ。長崎県警部を務めた後、私立大村中学校（現在の長崎県立大村高等学校）の創設に加わり、校長を務めた。
長崎県会議員・同副議長を経て、1895年（明治28年）に長崎市長に就任した。3期務め、港湾改良・水道増設・市区拡張の三大事業に取り組んだ。1904年（明治37年）、第9回衆議院議員総選挙に出馬し、当選。以後、当選回数は5回を数えた。
その他、大村湾真珠株式会社社長、国光生命保険相互会社専務取締役などを務めた。

## 栄典
- 1906年（明治39年）4月1日 - 明治三十七八年従軍記章[6]